# Ricarville-du-Val
Ricarville-du-Val is een gemeente in het Franse departement Seine-Maritime (regio Normandië) en telt 155 inwoners (2005). De plaats maakt deel uit van het arrondissement Dieppe.

## Geografie
De oppervlakte van Ricarville-du-Val bedraagt 5,6 km², de bevolkingsdichtheid is 27,7 inwoners per km².
De onderstaande kaart toont de ligging van Ricarville-du-Val met de belangrijkste infrastructuur en aangrenzende gemeenten.

## Demografie
Onderstaande figuur toont het verloop van het inwonertal (bron: INSEE-tellingen).